# Schloss Fürstenau (Vechelde)
Das Schloss Fürstenau war ein Lustschlösschen in Fürstenau im Fürstentum Braunschweig-Wolfenbüttel. Es wurde 1717 auf Wunsch der Herzogin Elisabeth Sophie Marie (1683–1767), der dritten Gemahlin des Herzogs August Wilhelm (1662–1731), auf dem Gelände des Haßlerhofes errichtet und auch von ihr genutzt. Das landesherrschaftliche Haus lag nordwestlich von Braunschweig, in unmittelbarer Nähe zur Landesgrenze des Hochstifts Hildesheim. Das Schlossgebäude hatte als solches nur kurze Zeit Bestand.
Über das Erscheinungsbild des Anwesens können nur wenige Aussagen getroffen werden. Es wird vermutet, dass Hermann Korb den Bauplan angefertigt hat, was die wenigen vorhandenen Grundrisszeichnungen wahrscheinlich erscheinen lassen. Gezeichnete Ansichten der Schlossanlage fehlen vollständig.

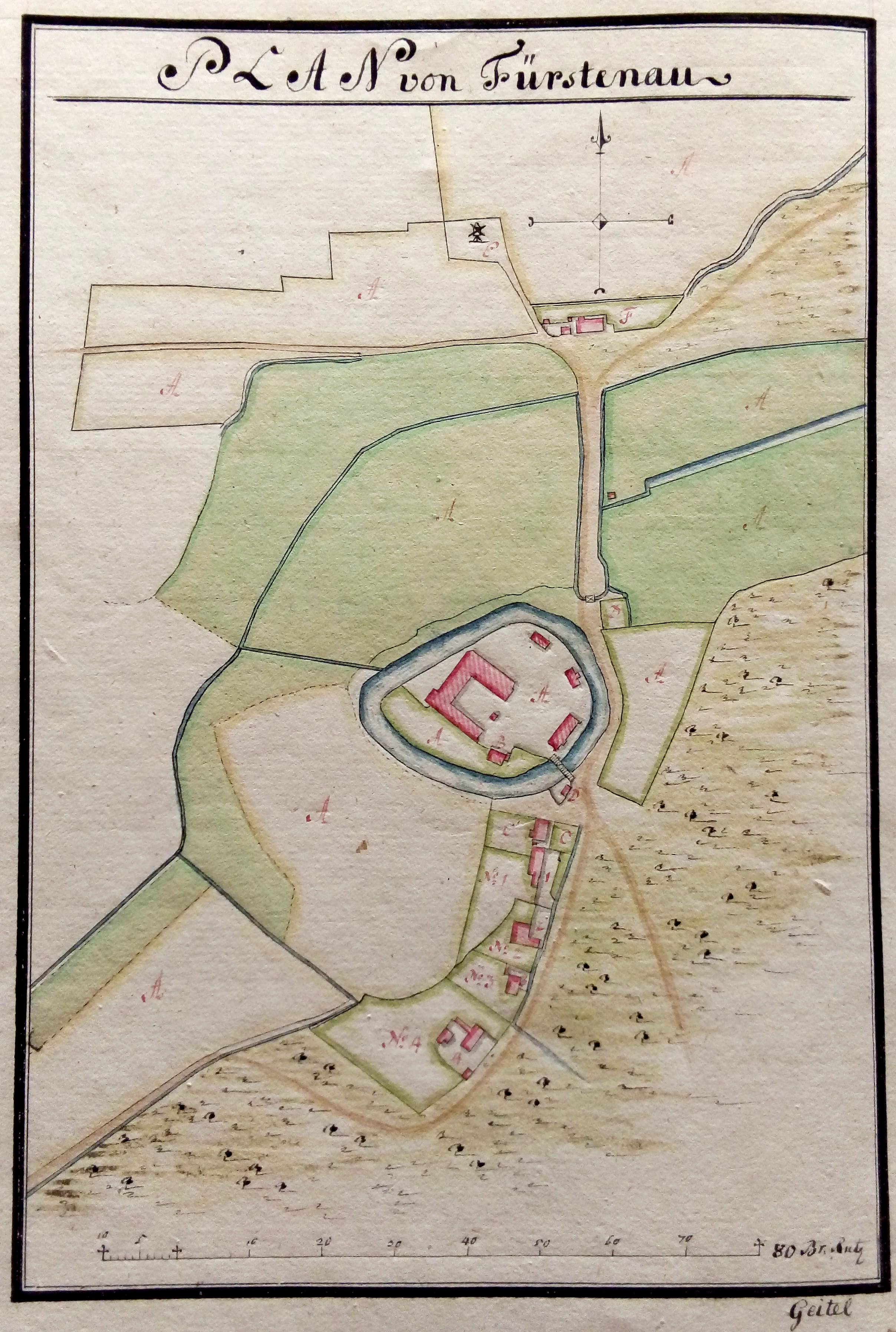
Fürstenau während der Braunschweigischen General-Landvermessung, 1767

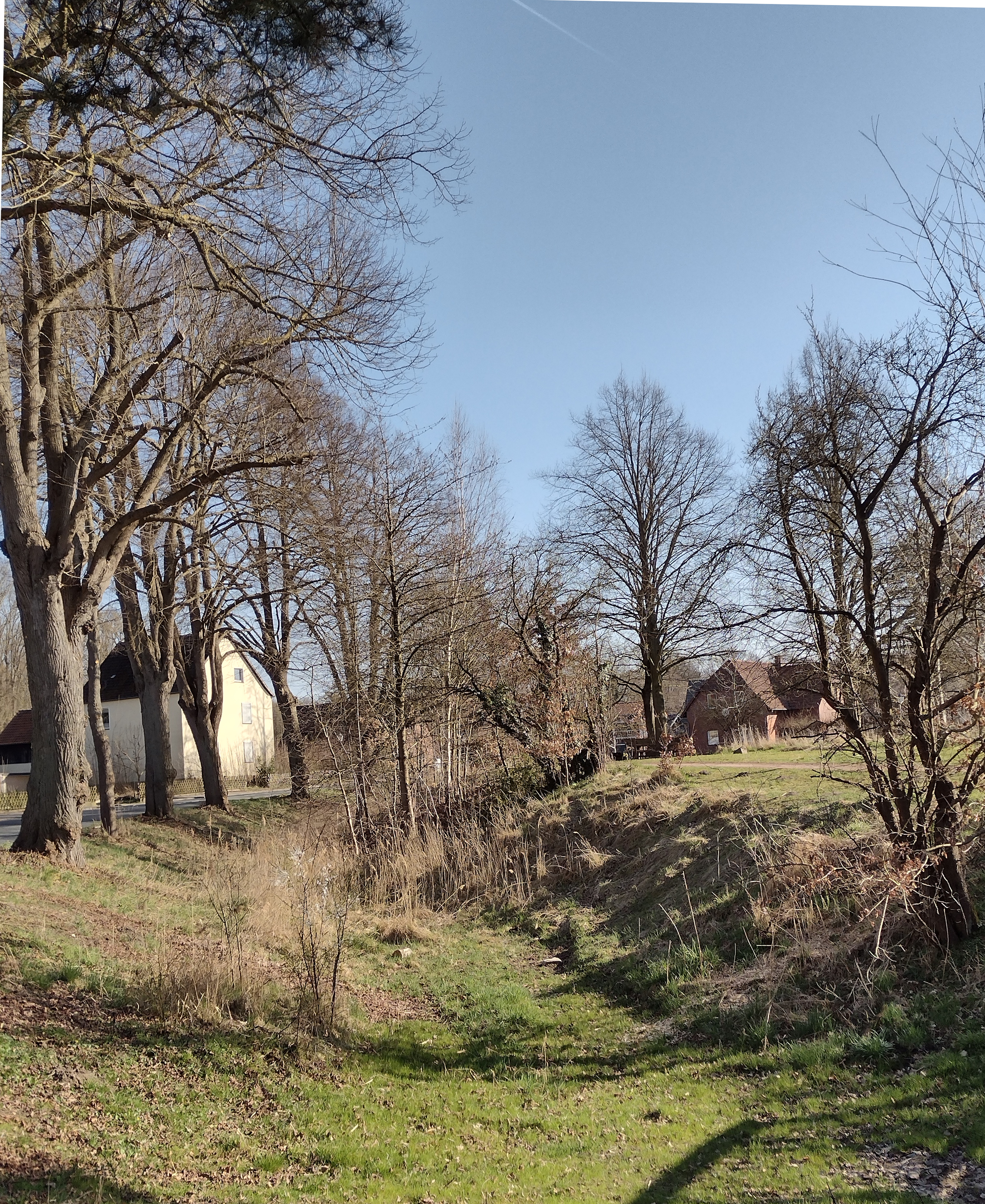
Ringgraben um den früheren Haßlerhof und das spätere Schloss Fürstenau

## Baugeschichte
Die Herzogin Elisabeth Sophie Marie erwarb 1716 den Haßlerhof unter der Auflage, die noch bestehenden Lehnsverhältnisse zum großbritannisch-hannoverschen Königshaus zu regeln. Bereits im folgenden Jahr wurde mit dem Aufbau eines Lustschlosses begonnen, das ab 1719 bewohnbar war. Dem Anwesen gab sie den Namen „Fürstenau“.

## Baubeschreibung
Das Lustschlösschen war eine zweistöckige nach Südosten hin offene Dreiseitenanlage. Das aus Tannenholz in Fachwerkbauweise errichtete Gebäude hatte neun Gefache. Die Wände waren „gekleibet“ und mit Kalk beschlagen. Es war am westlichen Rand eines abgeflachten Erdhügels errichtet worden, der von einem Ringgraben umgeben war. Die Auffahrt zu dem Schlösschen erfolgte über eine Zugbrücke. Von der Diele im Erdgeschoss, die mit Völpkeschen Platten ausgelegt war, ging es in eine Stube und die Küche. Der Feuerherd war aus Barnsteinen gefertigt und mit eisernen Platten belegt. Eine 14-stufige Treppe mit Geländer führte zu dem großen Saal im Obergeschoss. Er hatte drei Fenster mit Doppelflügeln. Die Zugangstür war bemalt. Die Innenwände waren unten herum mit Paneelen versehen und darüber mit Tapeten ausgeschlagen.
Draußen vor dem Ehrenhof stand mittig ein freistehender Glockenturm in Ständerwerkbauweise, viermal verriegelt und im unteren Bereich mit Barnsteinen ausgemauert. Seine Grundfläche betrug 12 Fuß im Quadrat. Ebenerdig befanden sich darin nebeneinander ein Kerker und ein Privé. Der Turm  war zwei Etagen hoch und mit einer in Schiefer gefassten welschen Haube mit aufgesetzter Laterne bedeckt. Ganz oben hing darin eine kleine Glocke von ungefähr 40 kg Gewicht. Sie wurde 1726 vom Glockengießer S. H. C. Helmholtz aus Braunschweig gegossen. Sie hängt jetzt als Stundenglocke in einer Dachgaube des Kirchturms der St.-Martin-Kirche in Sophiental. 
Für den begleitenden Hofstaat wurde in knapp zwei Kilometer Entfernung ganz in der Nähe eines bereits vorhandenen Rinderstalls ein Kavaliershaus mit Pferdestall errichtet. Der Weg dorthin führte von Fürstenau aus ziemlich gradlinig über einen Damm, an dessen Ende sich das spätere Sophiental entwickelte.

## Nutzung
Das Lustschlösschen wurde während der Regentschaft Herzog August Wilhelms von 1716 bis 1731 von ihm als Rückzugsort von den Staatsgeschäften und insbesondere auch von seiner Ehefrau genutzt. Nach seinem Tod setzte unter der Herrschaft seines jüngeren Bruders Ludwig Rudolf (1671–1735) und dessen Kammerpräsidenten Hieronymus von Münchhausen (1680–1742) eine strengere und in allem sparsamere Staatshaushaltsführung ein. Um die Einnahmen zu erhöhen, wurden die zu Fürstenau gehörenden Ländereien von nun an wieder einer Gutsbewirtschaftung zugeführt. Die Umwandlung in einen Gutsbetrieb mit herrschaftlichen Wirtschaftsgebäuden wie einer Meierei mit Molkenkeller, einem Brauhaus mit Brennerei und verschiedenen Viehställen war 1737 weitgehend vollzogen. Das Schlösschen selbst diente vorerst noch den oft wechselnden Gutspächtern und deren Haus- und Gutsangestellten als Unterkunft. 1748 war es so baufällig geworden, dass ein Neubau des Wohn- und Verwaltungsgebäudes gefordert und auch vorgenommen wurde. Nicht mehr verwendbare Nebengebäude wurden abgebrochen, so auch ein Küchengebäude. Das Schlösschen selbst diente schließlich als Gefängnis für das Gericht in Vechelde.
1742 überließ Elisabeth Sophie Marie dem regierenden Herzog Karl I. die Güter Vechelde, Fürstenau und Sophiental einschließlich sämtlicher Pertinentien (Zubehör zum Grundbesitz). Dies geschah jedoch unter dem Vorbehalt der für sie lebenslangen freien Nutzung.